# 川田朋博
川田 朋博（かわだ ともひろ、1970年3月12日 - ）は、日本の実業家。神奈川県出身。関東学院大学卒業。同年ジャパンシステム入社。2017（平成29）年ジャパンシステム執行役員就任、2019年ジャパンシステム代表取締役社長就任。2021年上席執行役員に就任。